# Amanda Serrano
Amanda Serrano (født 9. oktober 1988) er en professionel bokser og mixed martial artist fra Puerto Rico.

## Professionelle kampe
| Nr. | Resultat | Rekordliste | Modstander              | Type | Runde, tid   | Dato               | Lokation                                                                | Noter                                                                                                  |
| --- | -------- | ----------- | ----------------------- | ---- | ------------ | ------------------ | ----------------------------------------------------------------------- | --- |
| 47  | Vandt    | 44–2–1      | Erika Cruz              | UD   | 10           | 4. februar 2023    | Hulu Theater, New York City, New York, U.S.                             | Retained WBC, IBF, WBO, IBO & The Ring female featherweight titles; Won vacant WBA featherweight title |
| 46  | Vandt    | 43–2–1      | Sarah Mahfoud           | UD   | 10           | 24. september 2022 | AO Arena, Manchester, England                                           | Vandt IBF fjervægt titlen. Om WBC, WBO, IBO og The Ring fjervægts titlerne                             |
| 45  | Tabt     | 42–2–1      | Katie Taylor            | SD   | 10           | 30. april 2022     | Madison Square Garden, New York City, New York, U.S.                    | For WBA, WBC, IBF, WBO, and The Ring female lightweight titles                                         |
| 44  | Vandt    | 42–1–1      | Miriam Gutiérrez        | UD   | 10           | 18. december 2021  | Amalie Arena, Tampa, Florida, U.S.                                      | |
| 43  | Vandt    | 41–1–1      | Yamileth Mercado        | UD   | 10           | 29. august 2021    | Rocket Mortgage FieldHouse, Cleveland, Ohio, U.S.                       | Retained WBC, WBO, and IBO female featherweight titles                                                 |
| 42  | Vandt    | 40–1–1      | Daniela Romina Bermúdez | KO   | 9 (10), 1:33 | 25. marts 2021     | Plaza del Quinto Centenario, San Juan, Puerto Rico                      | Retained WBC and WBO female featherweight titles; Won vacant IBO female featherweight title            |
| 41  | Vandt    | 39–1–1      | Dahiana Santana         | TKO  | 1 (8), 2:37  | 16. december 2020  | Hotel Catalonia Malecon Center, Santo Domingo, Dominican Republic       | |
| 40  | Vandt    | 38–1–1      | Simone Da Silva         | TKO  | 3 (8), 2:37  | 30. januar 2020    | Meridian at Island Gardens, Miami, Florida, U.S.                        | |
| 39  | Vandt    | 37–1–1      | Heather Hardy           | UD   | 10           | 13. september 2019 | Madison Square Garden Theater, New York City, New York, U.S.            | Won WBO, WBC interim and vacant WBAN featherweight titles                                              |
| 38  | Vandt    | 36–1–1      | Eva Voraberger          | TKO  | 1 (10), 0:35 | 18. januar 2019    | Madison Square Garden Theater, New York City, New York, U.S.            | Won vacant WBO female junior bantamweight title                                                        |
| 37  | Vandt    | 35–1–1      | Yamila Esther Reynoso   | UD   | 10           | 8. september 2018  | Barclays Center, New York City, New York, U.S.                          | Won vacant WBO female light-welterweight title                                                         |
| 36  | Vandt    | 34–1–1      | Marilyn Hernandez       | TKO  | 1 (10), 2:38 | 4. november 2017   | Barclays Center, New York City, New York, U.S.                          | |
| 35  | Vandt    | 33–1–1      | Edina Kiss              | TKO  | 3 (10), 1:00 | 21. juli 2017      | Sheraton Puerto Rico Hotel & Casino, San Juan, Puerto Rico              | Retained WBO female junior featherweight title                                                         |
| 34  | Vandt    | 32–1–1      | Dahiana Santana         | TKO  | 8 (10), 1:14 | 22. april 2017     | Barclays Center, New York City, New York, U.S.                          | Won vacant WBO female bantamweight title                                                               |
| 33  | Vandt    | 31–1–1      | Yazmín Rivas            | UD   | 10           | 14. januar 2017    | Barclays Center, New York City, New York, U.S.                          | Retained WBO female junior featherweight title; Won vacant WBAN junior featherweight title             |
| 32  | Vandt    | 30–1–1      | Alexandra Lazar         | TKO  | 5 (10), 1:10 | 18. oktober 2016   | Hotel Caribe Hilton, San Juan, Puerto Rico                              | Won vacant WBO female junior featherweight title                                                       |
| 31  | Vandt    | 29–1–1      | Calixta Silgado         | TKO  | 1 (10), 1:10 | 30. juli 2016      | Barclays Center, New York City, New York, U.S.                          | Retained WBO female featherweight title                                                                |
| 30  | Vandt    | 28–1–1      | Edina Kiss              | TKO  | 4 (8), 1:20  | 22. april 2016     | Cancha Rubén Zayas Montañez, Trujillo Alto, Puerto Rico                 | |
| 29  | Vandt    | 27–1–1      | Olivia Gerula           | TKO  | 1 (10), 1:50 | 17. februar 2016   | BB King Blues Club & Grill, New York City, New York, U.S.               | Won vacant WBO female featherweight title                                                              |
| 28  | Vandt    | 26–1–1      | Djemilla Gontaruk       | TKO  | 3 (8)        | 20. november 2015  | Aviator Sports Complex, New York City, New York, U.S.                   | |
| 27  | Vandt    | 25–1–1      | Fatuma Zarika           | UD   | 6            | 10. september 2015 | The Space at Westbury, Westbury, New York, U.S.                         | |
| 26  | Vandt    | 24–1–1      | Fatuma Zarika           | UD   | 6            | 29. maj 2015       | W.C. Handy Pavilion, Memphis, Tennessee, U.S.                           | |
| 25  | Vandt    | 23–1–1      | Marisol Reyes           | TKO  | 3 (8)        | 21. februar 2015   | Sosua Convention Center, Puerto Plata, Dominican Republic               | |
| 24  | Vandt    | 22–1–1      | Carla Torres            | TKO  | 1 (6)        | 13. november 2014  | The Space at Westbury, Westbury, New York, U.S.                         | |
| 23  | Vandt    | 21–1–1      | Maria Elena Maderna     | KO   | 6 (10), 1:26 | 15. august 2014    | Estadio F.A.B., Buenos Aires, Argentina                                 | Won WBO female lightweight title                                                                       |
| 22  | Vandt    | 20–1–1      | Diana Garcia            | TKO  | 1 (8)        | 28. september 2013 | Gimnasio Boxing Factory, Santiago de los Caballeros, Dominican Republic | |
| 21  | Vandt    | 19–1–1      | Kerri Hill              | TKO  | 2 (6)        | 21. september 2013 | Resorts World Casino, New York City, New York, U.S.                     | |
| 20  | Vandt    | 18–1–1      | Dominga Olivo           | TKO  | 3 (6)        | 29. juni 2013      | Resorts World Casino, New York City, New York, U.S.                     | |
| 19  | Vandt    | 17–1–1      | Wanda Pena Ozuna        | TKO  | 1 (10)       | 16. februar 2013   | Gran Arena del Cibao, Santiago de los Caballeros, Dominican Republic    | Won vacant UBF female and WIBA featherweight titles                                                    |
| 18  | Vandt    | 16–1–1      | Lina Tejada             | TKO  | 1 (8)        | 15. december 2012  | Sosua Bay Grand Casino, Puerto Plata, Dominican Republic                | Won vacant UBF InterContinental female super featherweight title                                       |
| 17  | Vandt    | 15–1–1      | Grecia Nova             | TKO  | 1 (6)        | 16. september 2012 | Club Pueblo Nuevo, Villa Duarte, Dominican Republic                     | |
| 16  | Tabt     | 14–1–1      | Frida Wallberg          | UD   | 10           | 27. april 2012     | Cloetta Center, Linköping, Sweden                                       | For WBC female super featherweight title                                                               |
| 15  | Vandt    | 14–0–1      | Ela Nunez               | UD   | 8            | 17. februar 2012   | Cicero Stadium 1909 S. Laramie, Cicero, Illinois, U.S.                  | |
| 14  | Vandt    | 13–0–1      | Grecia Nova             | TKO  | 5 (8)        | 18. november 2011  | Hotel Jaragua, Santo Domingo, Dominican Republic                        | |
| 13  | Vandt    | 12–0–1      | Kimberly Connor         | TKO  | 2 (10)       | 10. september 2011 | Aviator Sports Complex, New York City, New York, U.S.                   | Won vacant IBF female super featherweight title                                                        |
| 12  | Vandt    | 11–0–1      | Diana Garcia            | TKO  | 1 (8)        | 6. august 2011     | Parque del Este, Santo Domingo, Dominican Republic                      | |
| 11  | Vandt    | 10–0–1      | Jennifer Scott          | TKO  | 1 (8)        | 11. juni 2011      | Roseland Ballroom, New York City, New York, U.S.                        | Won vacant WBC-NABF female featherweight title                                                         |
| 10  | Vandt    | 9–0–1       | Ela Nunez               | TKO  | 4 (6)        | 22. april 2011     | Fairgrounds Event Center, Hamburg, New York, U.S.                       | |
| 9   | Vandt    | 8–0–1       | Ela Nunez               | UD   | 6            | 29. januar 2011    | Turning Stone Resort & Casino, Verona, New York, U.S.                   | |
| 8   | Vandt    | 7–0–1       | Jennifer Encarnacion    | RTD  | 4 (6)        | 18. september 2010 | Coliseo Carlos 'Teo' Cruz, Santo Domingo, Dominican Republic            | |
| 7   | Vandt    | 6–0–1       | Nydia Feliciano         | UD   | 6            | 4. juni 2010       | Tropicana Hotel & Casino, Atlantic City, New Jersey, U.S.               | |
| 6   | Vandt    | 5–0–1       | Lucia Larcinese         | UD   | 6            | 26. februar 2010   | Turning Stone Resort & Casino, Verona, New York, U.S.                   | |
| 5   | Uafgjort | 4–0–1       | Ela Nunez               | SD   | 4            | 20. november 2009  | Taj Majal Hotel & Casino, Atlantic City, New Jersey, U.S.               | |
| 4   | Vandt    | 4–0         | Christina Ruiz          | TKO  | 2 (4)        | 31. juli 2009      | Resorts Hotel & Casino, Atlantic City, New Jersey, U.S.                 | |
| 3   | Vandt    | 3–0         | Carolina Martinez       | TKO  | 1 (4)        | 29. juni 2009      | Coliseo Carlos 'Teo' Cruz, Santo Domingo, Dominican Republic            | |
| 2   | Vandt    | 2–0         | Brittany Cruz           | KO   | 1 (4)        | 9. maj 2009        | DoubleTree Hotel, Orlando, Florida, U.S.                                | |
| 1   | Vandt    | 1–0         | Jackie Trivilino        | MD   | 4            | 20. marts 2009     | Washington Avenue Armory, Albany, New York, U.S.                        | |